# Jaime Galarza Zavala
Jaime Galarza Zavala (Cuenca, 28 de julio de 1930-Quito, 20 de julio de 2023) fue un escritor, poeta, periodista y político ecuatoriano.
Ha publicado más de 20 libros, incluyendo libros de poesía y libros de no ficción: El yugo feudal, El festín del petróleo, Piratas del golfo, Los Campesinos de Loja y Zamora, Petróleo de nuestra muerte, Quienes Mataron a Roldós.
Fue designado como Ministro de Medio Ambiente del Ecuador, durante el gobierno de Abdalá Bucaram, siendo el primer titular en liderar esta cartera de Estado.
El 9 de agosto de 2007, por su «actividad cultural», fue galardonado con el Premio Nacional de la República del Ecuador Eugenio Espejo por el presidente de este país, Rafael Correa.
El 14 de abril de 2008 el Gobierno Provincial Autónomo de El Oro le otorgó la Mención de Honor al Mérito Cultural.
El 24 de mayo de 2010 el Gobierno Provincial de Pichincha le confirió el Galardón Batalla de Pichincha por su «actividad cultural y patriótica».
En febrero de 2011 la Asamblea Nacional de Ecuador, en sesión plenaria, lo distinguió con la Presea Vicente Rocafuerte.
Falleció el 20 de julio de 2023, a la edad de 92 años, tras permanecer hospitalizado en el Hospital Carlos Andrade Marín por una afección respiratoria.